# 南納克內克 (阿拉斯加州)
南納克內克（英語：South Naknek）是位於美國阿拉斯加州布里斯托灣自治市鎮的一個非建制地區和人口普查指定地區。根據2010年美國人口普查，該地人口為79人，而該地的面積約為252.60平方千米。

## 地理
南納克內克的座標為58°42′42″N 157°01′03″W / 58.71167°N 157.01750°W，而該地的平均海拔高度為49米（即162英尺）。